# توالی اجماع
در زیست شناسی مولکولی و بیو انفورماتیک، توالی اجماع(مورد توافق)، ترتیب فراوان‌ترین واحد (residues)محاسبه شده در یک رشته -چه نوکلئوتید و چه اسید آمینه- است که در هر نقطه از تراز توالی(هم‌تراز کردن توالی) یافت شده‌است. توالی اجماع نتایج هم‌ترازسازی چند توالی  (MSA) را بیان می‌کند که توالی‌های به هم مرتبط با هم مقایسه و موتیفهای توالی (لوگوی دنباله های) مشابه محاسبه می‌شوند. این اطلاعات هنگامی که با آنزیم‌هایی با توالی مستقل مانند آران‌ای پلی‌مراز. کار می‌کنیم مهم هستند.

## آنالیز توالی
نرم افزارهای شناخت الگو (pattern recognition) یک موضوع عمده در ژنتیک، بایولوژی مولکولی و بایو انفورماتیک محسوب می‌شوند. موتیف‌های توالی (sequence motifs )ویژه می‌توانند مانند توالی‌های تنظیمی (regulatory sequence) برای کنترل بایو آنزیم‌ها یا مانند توالی‌های علامت (signal sequence)که یک مولکول را به یک مکان مشخص در سلول هدایت می‌کنند یا بلوغ سلول را تنظیم می‌کنند، عمل کنند. از آنجایی که عمل تنظیم این توالی‌ها مهم است، این طور در نظر گرفته می‌شود که در طول دوره‌های طولانی تکامل محافظت شده‌اند و تغییر چندانی نکرده‌اند. در پاره‌ای از موارد می‌توان با استفاده از مقدار محافظت این مکان‌ها ارتباط تکاملی را تخمین زد.

### نام گذاری
موتیف توالی محافظت شده (conserved sequence motifs) توالی اجماع نامیده می‌شوند و نشان می‌دهند که چه ساکن‌هایی (residues)محافظت شده و چه ساکن‌هایی متغیر هستند. برای مثال نمونه DNA زیر را در نظر بگیرید: 
A[CT]N{A}YR
در این نوع نام گذاری، A به این معنی است که در این مکان همیشه A است. [CT] یعنی در این مکان یا C داریم یا T. برای نشان دادن اینکه در این مکان هر بازی می‌تواند قرار بگیرد از علامت N استفاده می‌کنیم. {A} یعنی هر بازی به غیر از Y، A نمایانگر پیریمیدین و R نشان دهند پورین است. 